# Egységben Magyarországért
Az Egységben Magyarországért vagy más néven ellenzéki összefogás egy politikai szövetség volt Magyarországon, amely a 2022-es választáson mérettette meg magát.

## A pártszövetség tagjai
A pártszövetség tagjai a megalakuláskor a 
- Demokratikus Koalíció (DK)
- Jobbik Magyarországért Mozgalom (Jobbik)
- Momentum Mozgalom (Momentum)
- Magyar Szocialista Párt (MSZP)
- LMP – Magyarország Zöld Pártja (LMP)
- Párbeszéd Magyarországért (Párbeszéd)

A 2021-es előválasztást Márki-Zay Péter nyerte, így ő lett az összefogás közös miniszterelnök-jelöltje, ezért a mögötte álló szervezet, a Mindenki Magyarországa Mozgalom is a pártszövetség részének volt tekinthető, több más kisebb párttal egyetemben, azonban döntési joggal csak a 6 alapító párt rendelkezik. 
Nem várható, hogy teljesen összeolvadjanak az ellenzéki pártok, hiszen a cél nem a különbségek megszüntetése, hanem a működés – amennyiben nemcsak kormányváltást akarnak –, „egy tartósan fennálló élhető Magyarország létrehozása, ahol a nézetkülönbségek megvitathatók és kezelhetők”.

## A pártszövetség célja
Célja az volt, hogy mind a 106 egyéni választókerületben egy jelöltet állítsanak a Fidesz-KDNP jelöltjével szemben, győzelem esetén pedig a közösen elfogadott program és elvek alapján kívántak volna együtt kormányozni.
2020. december 20-án a hat párt végleg megegyezett és 13 pontban foglalták össze céljaikat:
1. A 2022-es országgyűlési választásokon az ellenzéki pártok közös miniszterelnök-jelöltet állítanak, akinek személyéről a választópolgárok döntenek az előválasztásokon.
2. Az együttműködésben részt vevő ellenzéki pártok megállapodtak abban, hogy mind a 106 választókerületben közös egyéni képviselőjelöltet állítanak. A közös képviselőjelöltek kiválasztásába a pártok bevonják a választókat is, akik az előválasztások során dönthetnek arról, hogy a választókerületükben ki képviselje őket az országgyűlési választásokon.
3. A közös listát állító pártok kizárólag olyan képviselőjelöltek indulását támogatják, akik átesnek az ellenzéki pártok által közösen megszervezett szigorú átvilágításon, aláírják a jelölti feddhetetlenségi nyilatkozatot és a közös kormányzás alapelveit leíró értéknyilatkozatot, írásban vállalják a közös kormányprogram végrehajtását, továbbá elfogadják azt az elvet, mely szerint megválasztásuk esetén a teljes magyar nemzet érdekében végzik képviselői feladatukat.
4. A közös listát állító pártok határozottan elutasítják olyan képviselőjelöltek támogatását, akik emberi méltóságot sértő kijelentéseik, Fidesszel való elvtelen összejátszásuk, korrupciós cselekményekben való bizonyított részvételük vagy egyéb törvénysértő tevékenységük miatt nem méltók a korszakváltást akaró választópolgárok bizalmára.
5. A közös listát állító pártok vállalják, hogy kormányzásuk során megtisztítják Magyarország közéletét az azt hosszú ideje mérgező rendszerszintű korrupciótól, véget vetnek az oligarchák gátlástalan vagyonszerzésének, és megteremtik a feltételeit annak, hogy a NER korrupciós cselekményeinek elkövetői a független igazságszolgáltatás előtt feleljenek a tetteikért. Ennek érdekében a pártok vállalják, hogy visszaállítják az ügyészség és a bíróságok függetlenségét, csatlakoznak az Európai Ügyészséghez, valamint egy széles körű átláthatósági csomag elfogadásával transzparenssé teszik a kormányzat közpénzfelhasználását és a pártfinanszírozási rendszert.
6. A közös listát állító pártok helyreállítják a sajtószabadságot, a tekintélyelvű rezsimekben tapasztalt hazug és gyűlöletkeltő pártpropagandát sugárzó közmédia helyett kiegyensúlyozott, minőségi közszolgáltatást teremtenek, illetve vállalják az állami hirdetések és közpénzből fizetett kampányok törvényi szintű korlátozását.
7. A közös listát állító pártok vállalják, hogy minden valós társadalmi támogatottságú politikai párt és a civil társadalom bevonásával új alkotmányt hoznak létre, amit népszavazással erősítenek meg. A közös listát állító pártok eltökéltek abban, hogy az Alkotmánybíróságot újra az alkotmány és minden magyar ember alkotmányos jogainak megbízható őrévé tegyék, visszaállítva ezzel korábbi tekintélyét, függetlenségét, és visszaadva a regnáló kormány féktelen hatalomvágyának áldozatul esett jogköreit.
8. A közös listát állító pártok vállalják, hogy új választási törvényt alkotnak, amely az arányosság és igazságosság elvein alapul, nem kedvez egyoldalúan egyetlen politikai szervezetnek sem, viszont képes megakadályozni a kamupártok közpénzrablását.
9. A köztársasági elnök nem lehet többé egy egyszerű báb, erős legitimitással és személyes integritással kell rendelkeznie, hogy a nemzet egységét szimbolizálva, valódi hatalmi ellensúlyt képezve tölthesse be a feladatát. A közös listát állító pártok ezért vállalják, hogy a köztársasági elnök megválasztását közvetlenül a választópolgárok kezébe helyezik.
10. A közös listát állító pártok vállalják, hogy bepótolják az 1989-1990-es rendszerváltás fájó mulasztását, és nyilvánosságra hozzák az ügynökaktákat.
11. A közös listát állító pártok vállalják, hogy a fenntarthatóság elvei szerint kormányoznak, szembenéznek az ökológiai és klímaválság jelentette kihívással, és központi kérdésként kezelik a természet- és klímavédelem, a klímaalkalmazkodás és az igazságos átmenet ügyét.
12. A közös listát állító pártok vállalják, hogy összetartó, igazságos és biztonságos társadalmat építenek, ahol a jogaikban megerősített dolgozók tisztességgel megélnek a munkájukból, a nőknek a férfiakkal azonos fizetés és megbecsülés jár, az idősek méltányos nyugdíjat kapnak, az állam mindenki számára garantálja a minimális létfeltételeket és a minőségi közszolgáltatásokat, és kiemelten támogatja a leszakadó térségek, régiók gyorsabb fejlődését.
13. A közös listát állító pártok vállalják, hogy a megosztás és gyűlöletkeltés helyett társadalmi békét teremtenek, és azon fáradoznak, hogy begyógyítsák a magyar társadalomban máig elevenen élő történelmi sebeket.

## A jelöltek kiválasztása
A pártelnökök megállapodtak abban, hogy az ország érdekében közös programot alkotnak, és az egyéni képviselőjelöltek kiválasztásánál a tárgyalásos út mellett az előválasztás intézményét is legitim eszköznek tekintik.
Nem csak az egyéni közös jelöltekről döntöttek előválasztással, hanem a közös miniszterelnök-jelölt személyéről is.
Miniszterelnök-jelöltek:

| Kép | Kép | Név, Születési dátum (életkor)                 | Támogató párt(ok)                                                                  | Háttér | Politikai ideológia                    |
| --- | --- | ---------------------------------------------- | ---------------------------------------------------------------------------------- | --- | -------------------------------------- |
|     |     | Dobrev Klára 1972. február 2. (50 éves)        | Demokratikus Koalíció, Liberálisok                                                 | 2019 óta az Európai Parlament képviselője a DK színeiben, 2022-ig EP alelnök. Gyurcsány Ferenc volt miniszterelnök felesége.                                                    | szociáldemokrácia, szociálliberalizmus |
|     |     | Karácsony Gergely 1975. június 11. (46 éves)   | Párbeszéd Magyarországért, Magyar Szocialista Párt, LMP – Magyarország Zöld Pártja | A Párbeszéd társelnöke, 2010 és 2014 között országgyűlési képviselő, 2014 és 2019 között Zugló polgármestere, 2018-ban miniszterelnök-jelölt, 2019-től Budapest főpolgármestere | zöldpolitika, szociáldemokrácia        |
|     |     | Márki-Zay Péter 1972. május 9. (49 éves)       | Mindenki Magyarországa Mozgalom, Új Világ Néppárt                                  | Hódmezővásárhely polgármestere, a Mindenki Magyarországa Mozgalom elnöke | konzervativizmus                       |
|     |     | Jakab Péter 1980. augusztus 16. (41 éves)      | Jobbik Magyarországért Mozgalom                                                    | Országgyűlési képviselő, a Jobbik frakcióvezetője és 2020 óta az elnöke | nemzeti konzervativizmus               |
|     |     | Fekete-Győr András 1989. április 13. (32 éves) | Momentum Mozgalom                                                                  | A Momentum Mozgalom volt elnöke, az előválasztás után lemondott tisztségéről, ezt követően a párt listavezetője, majd országgyűlési képviselője                                 | liberalizmus, centrizmus               |
|     |     | Ecsenyi Áron 1989. december 12. (31 éves)      | Le az Adók 75%-ával Párt                                                           | A Le az Adók 75%-ával Párt elnöke | libertarianizmus                       |
|     |     | Pálinkás József 1952. szeptember 18. (68 éves) | Új Világ Néppárt                                                                   | Fizikus, az Új Világ Néppárt elnöke, az első Orbán-kormány oktatási minisztere, 2008–2014 között a Magyar Tudományos Akadémia elnöke                                            | liberális konzervativizmus             |

## Az összefogás szükségessége
Az ellenzéki összefogás szükségessége a legújabb választási rendszer tulajdonságaiból, az ellenzéki pártok sokféleségéből és ez emberi viselkedés játékelméleti tulajdonságaiból ered:
1. a 2011-ben bevezetett egyfordulós, relatív többségen alapuló választási rendszer a legnagyobb támogatottságú körzeti jelöltet delegálja a parlamentbe még akkor is, ha a támogatottsága valójában 50% alatti, csak a többi jelölt még kevesebb támogatást kapott külön-külön
2. a jobboldali kormányzó pártok egysége és az ellenzéki pártok számossága miatt, valamint ellenzéki koordináció nélkül az utóbbi választók éveken át természetes módon megoszlottak pártjaik között, így szavazó erejük többnyire nem érhette el az egyfelé szavazó jobboldali közösségét
3. az ellenzéki pártok a „közlegelők” játékelméletből ismert problémájával szembesülnek, ugyanis ha egyedül, önző érdekeiket követik, nagyobb eséllyel jutnak parlamentbe és maradnak felszínen, habár úgy nem tudnak kormányt alakítani, az összefogásukat pedig hátráltatja, hogy ebben a játszmában „egy önző szereplő viselkedése természetes úton maga után vonja a többiek hasonló magatartását is”:
  - „A mostani szabályok szerint ha egyetlen párt állít listát, akkor 5 százalékot kell elérnie a bejutáshoz, ha kettő akkor 10 százalékot, ha ennél is több, akkor 15-öt.”[13] – ez ösztönöz önzésre
  - „frakciót ezentúl csak és kizárólag az előző választáson országos listát állító és mandátumot szerző ugyanazon párthoz tartozó képviselők alakíthatnának”[14] – ez a felszínen maradás feltétele
  - 106-ból „27 helyen kell jelöltet állítani ahhoz, hogy a jelölő szervezetnek országos listája legyen”[15] – emiatt szétforgácsolódnak a szavazatok és mindenki más is önző játszmát kell, hogy folytasson.

Závecz Tibor, a Závecz Research ügyvezetője szerint a támogatottsági adatok és az ellenzéki oldal átszavazási hajlandósága azt mutatja, akár szoros verseny is lehet a Fidesz és az eddigieknél sokkal szorosabban együttműködő ellenzék között. A Fidesznek tetemes az előnye a pártlistán, de az egységesülő ellenzékben potens kihívója lehet. Egy 2020. júliusi felmérés szerint az ellenzéki szavazók 87 százaléka támogatta a közös jelöltet, 83 százalék a közös listát is.

## A pártszövetségen belüli vitás, megoldandó kérdések
A szövetség révén szorosabb együttműködés, de sok vita is várható volt a pártok között. Egy közös program a szakértői stábok, a háttérintézmények, az azokat működtető pártalapítványok szoros együttműködése révén születhetett, amihez össze kellett hangolni az anyagi forrásokat és a kommunikációs tevékenységet is.
Komoly egyeztetést igényelt a 106 egyéni jelölt kiválasztása, a közös vagy külön listák ügye, illetve a közös miniszterelnök-jelölt kiválasztásának módja. A szövetség többféle elképzelésben született meg; egyes pártok a teljes összefogást támogatták, de Jakab Péter, a Jobbik elnöke kétféle listáról, vagyis egy MSZP–DK–Párbeszéd, valamint egy Jobbik–Momentum–LMP listáról beszélt. Jakab eredetileg két listát javasolt, mert szerinte a vidéki falvakban nem sokan szavaznának 2010 előtt kormányzó politikusokra.
Egy 2020 júliusi felmérés szerint mindössze 5 százalék akart több listát, a többi bizonytalan. A közös jelölteket pártpreferenciától függetlenül támogatták, a közös listánál eltérések voltak érzékelhetők az egyes pártok szimpatizánsai között: a DK-s és Momentumos szavazók 80 és 81 százaléka támogatta volna „csak” azt (4 illetve 7 százalék kifejezetten ellenzi), míg más pártoknál 88-91 százalék volt ez az arány. Véleménye szerint az egy lista pszichológiai szempontból jobb lett volna az ellenzék szempontjából. A Political Capital elemzője szerint azonban jobban lehetett volna mozgósítani az Orbán-ellenes választókat akkor, ha legalább egy pici választási lehetőségük van, és legalább a pártcsoportosulások közül kiválaszthatják a vonzóbbat. Ezután egy törvénymódosítás 27-ről, 71-re emelte a lista állításához szükséges egyéni jelöltek számát, ami azt jelentette volna, hogy a 106 körzetek egyikében több ellenzéki jelöltnek is indulnia kellett volna, megosztva a szavazatokat, amivel a relatív többségi rendszerben a legerősebb ellenfelük (Fidesz-KDNP) győzelmi esélyeit növelte volna meg.
A szövetség végül közös listában egyezett meg, amelyen szereplő jelöltek személyéről és sorrendjéről február 25-én egyeztek meg.

## 2022-es országgyűlési választás
Az Egységben Magyarországért ellenzéki pártszövetség miniszterelnök-jelöltje, Orbán Viktor kihívója a 2022-es magyarországi országgyűlési választáson:
| Kép | Kép | Név, Születési dátum (életkor)           | Támogató párt(ok) | Háttér                                                                   | Politikai ideológia |
| --- | --- | ---------------------------------------- | --- | ------------------------------------------------------------------------ | ------------------- |
|     |     | Márki-Zay Péter 1972. május 9. (49 éves) | Demokratikus Koalíció, Jobbik Magyarországért Mozgalom, Momentum Mozgalom, Magyar Szocialista Párt, LMP – Magyarország Zöld Pártja, Párbeszéd Magyarországért + saját mozgalma, az MMM. | Hódmezővásárhely polgármestere, a Mindenki Magyarországa Mozgalom elnöke | konzervativizmus    |

A 2022-es parlamenti választáson alulmaradt.

## Választások

### Országgyűlési választások
| Választás | Szavazatok száma | Szavazatok aránya | Mandátumok száma | Mandátumok aránya | Parlamenti szerepe |
| --------- | ---------------- | ----------------- | ---------------- | ----------------- | ------------------ |
| 2022-es   | 1 947 331        | 34,44%            | 57 / 199         | 28,64%            | ellenzék           |

| Párt             | Párt                            | Párt                     | Mandátum |
| ---------------- | ------------------------------- | ------------------------ | -------- |
|                  | Demokratikus Koalíció           | DK                       | 15       |
|                  | Jobbik Magyarországért Mozgalom | Jobbik                   | 10       |
|                  | Momentum Mozgalom               | Momentum                 | 10       |
|                  | Magyar Szocialista Párt         | MSZP                     | 10       |
|                  | Párbeszéd Magyarországért       | Párbeszéd                | 6        |
|                  | LMP – Magyarország Zöld Pártja  | Zöldek                   | 5        |
|                  | független (Hadházy Ákos)        | független (Hadházy Ákos) | 1        |
| Összes mandátum: | Összes mandátum:                | Összes mandátum:         | 57       |

## Eredmények megítélése
A pártszövetség látványosan vesztett a választáson, olyan körzeteket is elveszítve, ahol korábban ellenzéki képviselő nyert. Okokként több körülményt neveztek meg: leginkább a pártszövetség pártjainak belső rivalizálását, vitáját; az előválasztáson megválasztott miniszterelnök-jelölt, Márki-Zay Péter félreérthető nyilatkozatait; a miniszterelnök-jelölt mögötti egységes kiállás hiányát; a kampányban elkövetett számos „amatőr” hibát és a benne többször előfordult késlekedést (például az előválasztás utáni „leülő” kampányt); a vélt, de valószínűleg nem létező Fideszből kiábrándult szavazókba vetett reményt és a vidéken kevéssé hatékony kampánytémákat (például alkotmányozás), aminek nem ismerték a választói igényeit. Az is szóba került, hogy ideológia, identitás nélkül, csak az aktuális választásra alakult meg, miközben nagyjából legalább félmillió szavazó elpártolt az ellenzéktől. Ehhez jött a választás előtt kitört orosz-ukrán háború, aminek kampányban való használatát szintén a kormánypárt használta ki hatékonyabban – hozzátéve, hogy neki jelentősen nagyobb médiahátszele volt az ellenzékéhez képest.
A Direkt36.hu egy hosszabb cikkben járt utána a kudarcnak, több, a kampányban részt vevő szereplőt megszólaltatva, ami főleg a miniszterelnök-jelölti előválasztás és az országgyűlési választások közti időszakot elemezte. Eszerint az ellenzéki pártok már az előválasztás előtt manőverezni kezdtek egymás konkurens jelöltjeinek megpuccsolására, az igazi gondok viszont akkor kezdődtek, mikor a győztes Márki-Zay a tanácsadók tanácsait figyelmen kívül hagyta, és saját elképzelései alapján látott hozzá a kampányának, azzal az indokkal, hogy nem akarja, hogy a pártok rányomják bélyegüket a kampányára. Ezután borítékolható volt a többi ellenzéki párttal való konfliktusa, amit a maga által választott kampányfőnök és a nem túl sikeres stratégia is tovább szított, mert ezek csak hátráltatták az ő és az ellenzék népszerűségének emelkedését. Konfliktus forrása lett a Márki-Zay által követelt saját „hetedik frakció” is, ahogy az is, hogy ugyanő többször hangoztatta, hogy árulók vannak az ellenzék soraiban, ami tovább rontotta a szövetség megítélését, de ilyen vitás ügy volt a szimbolikus ellenzéki köztársasági elnökjelölt személye (Iványi Gábor vagy Róna Péter). Az orosz-ukrán háború pedig megpecsételte az amúgy is széttartó ellenzék kampányát. Márki-Zay a háború kapcsán tett félreérthető nyilatkozatait a túlerőben lévő kormányközeli média a továbbiakban úgy tálalta, mintha az ellenzék és Márki-Zay „a háború pártján állnának”, aki „magyar katonákat is a háborúba küldene harcolni”. Ebben a védekezésre kényszerített helyzetben Márki-Zay már alapvetően magára maradt, aki segítőivel Orbán és Putyin szoros barátságara helyezte a kommunikációs hangsúlyt, miközben az ellenzéki pártok is azt kritizálták, hogy ugyanakkor a választóikat igazán érdeklő kérdésekre nincsen program, nincsenek egyértelmű válaszok. Ez a program is csak nehézkesen állt össze (amibe még Márki-Zay felesége is beledolgozott), mert Márki-Zay a már kész programba újabb pontokat akart beleszavaztatni. A Márki-Zay fémjelezte ellenzék ekkorra már kezdett egyre markánsabban veszteni a népszerűségéből, még az is előfordult, hogy ellenzéki képviselőjelölt nem akart vele egy plakáton szerepelni, nehogy csökkentse a nyerési esélyét. Ezek szolgálhatnak magyarázatul arra is, hogy a vesztes választás estéjén miért nem volt senki Márki-Zay mellett a családján kívül a beszéde alatt.
A szövetség pártjai és politikusai az elvesztett választás után is számos vitát folytattak; a választás után többen Márki-Zayt hibáztatták, de Márki-Zay is kritizált, majd később több médiafelületen történő üzengetés is történt több különböző témában. Mesterházy Attila, az ellenzék 2014-es miniszterelnök-jelöltje azért is kritizálta az ellenzéki pártokat, mert egy személyben Márki-Zayt tették felelőssé a kudarcért, és nem álltak ki mögötte, valamint nem gyakoroltak kellő önkritikát.

## Kapcsolódó szócikk
- Összefogás